# Stricto jure
Stricto jure (latin "enligt sträng rättvisa") är en juridisk term som syftar till att en bedömning ska göras efter rättens strängaste tolkning av viss lagregel. Motsatsen är tolkning "efter billighet", vilket innebär att man väger in förmildrande omständigheter.